# Cruchten vasútállomás
Cruchten vasútállomás Luxemburgban, Nommern településen található.

## Vasútvonalak
Az állomást az alábbi vasútvonalak érintik:
- CFL 10-es vonal

## Kapcsolódó állomások
A vasútállomáshoz az alábbi állomások vannak a legközelebb:
- Colmar-Berg vasútállomás
- Mersch vasútállomás